# Gerard Pierre Laurent Kalshoven Gude

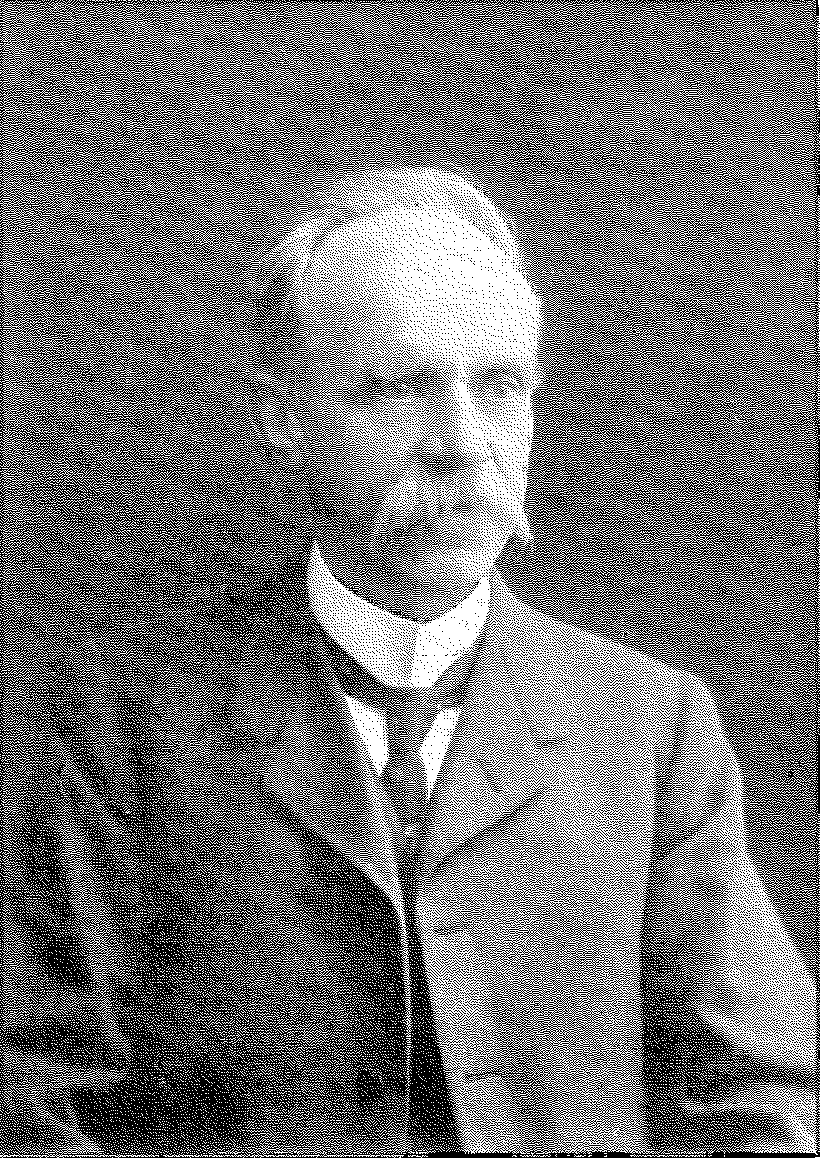
Gerard Pierre Laurent Kalshoven Gude

Gerard Pierre Laurent Kalshoven Gude (* 1858 in Amsterdam; † 8. November 1924 in London) war ein britischer Malakologe niederländischer Herkunft.

## Leben
Gudes Eltern waren Hugenotten. Als er 14 Jahre alt war, wanderte die Familie nach Amerika aus. Im Alter von 17 Jahren kehrte Gude nach Europa zurück, wo er zunächst zwei Jahre in Deutschland studierte und anschließend in Frankreich, Norwegen, Schweden und Dänemark lebte. Gude beherrschte die Sprachen Niederländisch, Englisch, Italienisch und Spanisch. Bald nach 1880 ging Gude nach England, wo er zeitweise als Auslandskorrespondent in einer großen Gärtnerei im Norden von London tätig war. Er blieb dort bis 1907, ehe er für drei Jahre als Privatsekretär des Gärtners Harry James Veitch in Chelsea arbeitete. Anschließend war er, abgesehen von der Zeit des I. Weltkriegs, wo er in der Zensurbehörde tätig war, weitgehend mit dem Studium der fossilen und rezenten Weichtiersammlungen des Natural History Museum in London beschäftigt. 
1908 wurde er britischer Staatsbürger und im selben Jahr heiratete er Laura Andrew.
In den ersten Jahren, die Gude in England verbrachte, war er vor allem an Botanik interessiert. Er legte ein großes Herbarium an, von dem er sich jedoch alsbald trennte. Einige Zeit vor 1890 wandte er sich den Landlungenschnecken zu und spezialisierte sich auf Anregung eines Freundes auf die Familie der Schnirkelschnecken (Helicidae). Nach dem Tod des Conchologen John Henry Ponsonby-Fane (1848–1916) galt Gude als führender Experte dieser Gruppe. 1890 trat er der Conchological Society of Great Britain and Ireland bei und 1901 wurde er ins Gremium gewählt. Von Februar 1909 bis Juni 1918 war er Sekretär und von Februar 1919 bis Februar 1922 war er Präsident der Conchological Society of Great Britain and Ireland. 
1894 wurde Gude zum Fellow of the Zoological Society of London (FZS) gewählt. 
Gude stellte unter anderen die Landlungenschneckengattungen Liardetia, Dianella, Plegma, Kalidos, Nitor, Diastole, Monachoides, Enteroplax, Zophos, Keraea, Thapsiella, Psichion, Zenobiella, Nodopomatias, Sinicola, Elaphroconcha, Advena, Hawaiia sowie Argardhia auf.

## Dedikationsnamen
Nach Gude sind die Gattungen Gudeella, Gudeoconcha und Gudeodiscus benannt.